# Phex
Phex è un client open source, per il network Gnutella. Phex è basato su Java SE 5.0 o successivo.

## La società
Lo sviluppo è interamente a carico di Phex Development Group.
Phex abbraccia la filosofia open source, rendendo disponibile il suo codice sorgente.

## Storia
Phex è uno dei pochi client che gira su Windows, Linux, Mac OS X e Solaris.

### Reincarnazione
Phex nasce dalle ceneri del client "Furi" scritto in Java.
Il linguaggio java, per funzionare, necessita della Java Virtual Machine installata sul proprio pc.
Phex supporta la versione 1.4 e superiore.
Dalla versione 3.2.4, Phex è pienamente compatibile con Java 1.5.

### Caratteristiche tecniche
Phex supporta il multi-source downloading, che offre la possibilità di scaricare lo stesso file da più fonti contemporaneamente.
Utilizza anche la tecnologia ultrapeer che consente un risparmio della banda di collegamento.
Un'altra caratteristica tecnica è il "passive search" che offre la possibilità di continuare a ricercare materiale costantemente nel network (anche dopo molto tempo dalla richiesta di ricerca).